# 40
40 (XL) var ett skottår som började en fredag i den julianska kalendern.

## Händelser

### Okänt datum
- Kejsar Caligula blir konsul utan kollega.
- Caligula ger sig av på ett fälttåg för att erövra Britannien men misslyckas kapitalt.
- Noricum och Mauretanien inkorporeras i Romarriket.
- Caligula förändrar principatet till en hellenistisk autokrati. Han ger ut hedersbetygelser helt utan tanke, förklarar sig själv vara gud och beordrar, att huvudena på alla grekiska statyer skall ersättas med hans eget. Slutligen utnämner han sin häst till senator.
- Filon hävdar att alla människor föds lika.
- Den germanska stammen kvaderna slår sig ner i nuvarande Mähren och Slovakien.
- Vardanes I blir kung av Parterriket, i opposition mot sin bror Gotarzes II.
- De vietnamesiska Trungsystrarna revolterar mot den kinesiske kejsaren Guangwu av Han.
- Kristendomen introduceras i Egypten, när en kyrka grundas i Alexandria. Evangelisten Markus grundar den koptisk-ortodoxa kyrkan som dess förste påve.
- En tidig kristen kyrka byggs i Korinth av aposteln Paulus (troligen detta år).
- Den judiska högtiden Pesach antas av de kristna, men döps hos dem om till *påsk. (*?)

## Födda
- 13 juli – Gnaeus Julius Agricola, romersk guvernör av Britannien
- Pedanius Dioskorides, grekisk läkare
- Frontinus, romersk general och militärförfattare
- Dio Chrysostom, grekisk filosof och historiker
- Claudia Octavia, dotter till Claudius och Messalina
- Ma (Han Ming), kinesisk kejsarinna av Handynastin

## Avlidna
- Januari – Gnaeus Domitius Ahenobarbus, gift med Agrippina den yngre, svåger till Caligula (död av ödem)
- Ptolemaios av Mauretanien (avrättad av Caligula)
- Filon av Alexandria, judisk filosof